# Agentes hemotóxicos
Los agentes hemotóxicos son sustancias que producen un efecto tóxico en el sistema hematopoyético. Influyen de forma cuantitativa o cualitativa en el transporte de oxígeno, en la hemostasis, en la composición de la sangre, en ciertas enzimas, pudiendo llegar a producir lesiones en la médula ósea.

## Efectos
Se han descrito una serie de efectos causados por agentes hemotóxicos, que se clasifican según el desorden que produzcan:
- Lesión de la médula ósea: las sustancias que producen agranulocitosis y anemia aplásica pueden lesionar la médula ósea, facilitando así la implantación de infecciones en el organismo afectado.
- Alteraciones de la hemostasis: los factores de la coagulación y las plaquetas pueden sufrir alteraciones con manifestaciones hemorrágicas, como por ejemplo en el caso de los anticoagulantes.
- Alteraciones en el transporte de oxígeno: la acción de determinadas sustancias puede disminuir el número de glóbulos rojos de forma parcial o total, manifestándose en forma de anemia aplásica o de anemia hemolítica. El transporte de oxígeno también puede estar alterado por la fijación de tóxicos a la hemoglobina o por la conversión de la hemoglobina en un pigmento que no cumpla sus funciones, como es el caso de la metahemoglobina.

## Tóxicos que producen aplasia medular
Paul Ehrlich, en 1888, descubrió una nueva enfermedad caracterizada por anemia, granulocitopenia y trombocitopenia. Clínicamente, estos pacientes presentaban palidez, disnea de esfuerzo y taquicardia, trastornos hemorrágicos como petequias, hematomas, epistaxis y gingivorragias. La acción tóxica sobre la serie granulocítica ocasiona una bajada de defensas, convirtiendo al intoxicado en un elemento fácilmente colonizable por infecciones, suceso éste que en ocasiones orienta hacia el diagnóstico de aplasia medular. La aplasia medular, aunque suele ser de aparición súbita, rara vez se presenta por intoxicación aguda, ya que generalmente es la resultante de contactos repetidos o prolongados con el elemento causante. Dentro de los tóxicos que la pueden causar cabe destacar:
- Las radiaciones, como la radiactividad generada en las plantas nucleares de energía.

- Agentes alquilantes y antimetabolitos.

- Cloranfenicol, un antibiótico que ocasiona vacuolización citoplasmática de los proeritroblastos, es decir, de las células primitivas precursoras de los eritrocitos, dando lugar así a la supresión de la eritropoyesis. Existe también una disminución de los reticulocitos y un aumento del nivel de hierro plasmático. Puede cursar con pancitopenia y reducción en el número de hepatocitos. Las reacciones tóxicas no se relacionan con la dosis y, en quienes se recuperan, se ha encontrado un aumento de la incidencia de leucemia aguda. El intervalo entre la última dosis y la aparición de los primeros síntomas es un parámetro directamente proporcional a la gravedad de los casos: quienes presentaron síntomas después de dos meses de la última dosis, murieron. El cloranfenicol puede producir anemia apática por cualquiera de las vías de administración.

- Hidantoínas. Las más utilizadas son la fenitoína y la difenilhidantoína. Pueden producir granulocitopenia, anemias megaloblásticas, trombocitopenia, y ocasionalmente anemias aplásicas con un cuadro que se conoce como “seudolinfoma” por sus manifestaciones clínicas. Además de trastornos hematológicos, la fenitoína produce con frecuencia trastornos del sistema nervioso central consistentes en mareos, excitación, insomnio, ataxia, temblores, nistagmus, disartria, visión borrosa y cefalea, así como en ocasiones cuadros alucinatorios. Entre los efectos adversos sobre la mucosa gingival está hiperplasia, siendo quizás el fenómeno más conocido y que con mayor frecuencia es evidente. En la piel, pueden presentarse fenómenos alérgicos. El hígado también se ve afectado, por lo que se produce ictericia y un cuadro de hepatitis, fenómeno este atribuible también a hipersensibilidad. Sobre el sistema pulmonar, el uso de esta droga puede ocasionar fibrosis diagnosticable por estudio radiológico. La mefenitoína posee un poder tóxico mayor que el de la difenilhidantoína, lo cual ha llevado a la supresión de su uso.

- Pirazolonas. En este grupo destacan la fenilbutazona, la oxifenbutazona, la aminopirina y la dipirona, como causantes de efectos tóxicos, de los cuales su mecanismo íntimo no está aún esclarecido, aunque se atribuye a un posible proceso inmunoalérgico. Algunos hechos refuerzan esta teoría: A) el uso repetido de aminopirina puede convertir al individuo en hipersensible; B) la transfusión de sangre de individuos hipersensibles ocasiona en los sanos granulocitopenia; C) el suero de individuos hipersensibles ocasiona in vitro aglutinación de leucocitos de individuos normales; D) si se incuba aminopirina con suero sanguíneo hipersensible y se inyecta intradérmicamente, no solo se obtiene la reacción dérmica positiva, sino también granulocitopenia. Es pues aceptable pensar que la aminopirina actúa como un hapteno.

- Triemetadiona. Las alteraciones hemáticas son muy graves y están caracterizadas por granulocitosis, púrpura trombocitopénica y anemia aplásica. Entre los síntomas que produce se encuentran somnolencia, visión con halo luminoso, visión borrosa (hemeralopia), náuseas y vómitos. En piel pueden presentarse erupciones morbiliformes, eritema multiforme y dermatitis exfoliativa generalizada. Sobre hígado y riñón los efectos derivan en hepatitis y nefritis de origen tóxico, respectivamente.

- Fenotiazinas. En la actualidad, debido al uso inmoderado de psicosedantes y antieméticos, las posibles alteraciones hematológicas que este tipo de drogas puede ocasionar, y que aunque no son los fenómenos más frecuentes entre las reacciones indeseadas de las fenotiazinas, sí son las más graves, se observan fenómenos hematológicos como leucopenia, trombocitopenia, agranulocitosis y anemia aplásica, especialmente con la clorpromazina, promazina y flufenazina. En general, y para completar el cuadro de intoxicación con estas sustancias, está el estado depresivo del sistema nervioso central y su cuadro de pseudoparkinson, que es tal vez el más evidente. Además de la hipotensión arterial, alteraciones endocrinas y dermatológicas, así como ictericia, pueden aparecer después de la administración de estas sustancias.

- Sales de oro. Generalmente, la intoxicación es debida en la actualidad a procesos de contaminación industrial, más que a la intoxicación medicamentosa como se registraba en tiempos pasados. Las sales de oro pueden producir lesión de médula ósea con aparición de aplasia, granulocitopenia, trombocitopenia y púrpura; en el tracto digestivo puede registrarse desde sabor metálico, hasta náuseas, vómito y diarrea. Las manifestaciones en piel son generalmente exantemas y dermatitis de tipo exfoliativo. Sobre el riñón y el hígado ejerce su acción tóxica y produce nefritis y hepatitis con todo el cuadro clínico que conllevan estas patologías. Para su tratamiento puede utilizarse BAL intramuscular e hiposulfito de sodio a las dosis indicadas.

- Arsenicales. Estos compuestos son capaces de producir reacciones adversas que a veces llegan a ser mortales. Pueden ser inmediatas o tardías; las inmediatas generalmente se manifiestan por crisis nitrioides o reacción angioneurótica presentada minutos después de la administración, cuyos signos y síntomas pueden resumirse en enrojecimiento facial y de las conjuntivas, tos, náuseas, sensación de opresión precordial, hipotensión arterial y edema angioneurótico. Las manifestaciones tardías con cuadro de lesión de médula ósea, son manifestaciones de agranulocitosis, púrpura trobocitopénica, hemorragias en piel y mucosas y anemia aplásica, generalmente con consecuencias fatales. Dentro de estas manifestaciones tardías se incluyen también encefalopatía con vómito y a veces estado convulsivo, con colapso y muerte. En la piel puede observarse dermatitis de tipo urticariforme o dermatitis más severa como la exfoliativa. Puede presentarse atrofia del nervio óptico, especialmente descrita con el uso de triparsamida. Se lesionan también hígado y riñones, dando lugar a la aparición de hepatitis y nefritis. El tratamiento puede hacerse con BAL.

- Quinacrina. Este colorante derivado de la acridina, que fue utilizado como antipalúdico y hoy como tenífugo y antigiardiástico, tiene efectos hemáticos consistentes en agranulocitosis y anemia aplásica. La piel puede presentar coloración amarilla, dermatitis eczematosa, exfoliativa o liquenoide. Actúa sobre el sistema nervioso central con producción de psicosis, convulsiones o trastornos visuales del tipo de escotomas.

- Benceno. Solo se precisan de 2 a 10 ml para que se produzca desde intoxicación aguda hasta casos fatales. Su vía de ingreso al organismo puede ser oral, cutánea o pulmonar; en este último caso por inhalación de concentraciones mayores de 25 ppm. En el 40% de las intoxicaciones se encuentran eritrocitos con tamaño mayor de 90 micrones cúbicos, con aumento de la hemoglobina por encima de las concentraciones normales, lo cual explica el hallazgo de anemias macrocíticas e hipercrómicas. Los eritrocitos pueden tener formas anormales, con manifestaciones de poiquilocitos. Los leucocitos neutrófilos pueden llegar a desaparecer en el estadio de la intoxicación. Las plaquetas disminuyen dando lugar a la aparición petequias y hemorragias que pueden encontrarse en vísceras como cerebro, hígado y riñones, además de las manifestaciones en la piel y las mucosas. En resumen, se pueden presentar con frecuencia hipoplasia medular, pero ocasionalmente, puede haber un cuadro hemático con aumento de elementos blancos. Se hace énfasis en el uso cotidiano de xilol y de benzol por profesionales médicos y paramédicos. Debe tenerse en cuenta que pacientes intoxicados con estas sustancias no deben recibir epinefrina, efedrina o similares, pues puede ocasionarse la muerte por fibrilación ventricular.

- Antimetabolitos. Con respecto a las manifestaciones hemáticas está la producción de leucopenia, granulocitopenia, linfopenia, aparición de megaloblastos en médula ósea (en caso de antifólicos), trombocitopenia, hemorragias de piel y mucosas, fenómenos que pueden ser mortales y que limitan la aplicación farmacológica de estas sustancias. Otros efectos son manifestaciones digestivas, náuseas, vómitos, diarrea, anorexia, etc.; en tracto digestivo pueden producirse ulceraciones y perforación. Cabe también la posibilidad de lesiones hepáticas. En piel, además de las hemorragias, puede ocasionar la caída del cabello, produciéndose alopecia. En período de embarazo, son capaces de producir la muerte fetal y el aborto, o bien la aparición de malformaciones congénitas como hidrocefalia, labio leporino, etc.

- Derivados clorados. Existen algunos informes de anemia aplásica por el uso de hidrocarburos dorados, pero el cuadro primordial y frecuente de la intoxicación es su acción sobre el sistema nervioso central, el hígado y su depósito en grasas, en donde permanecen inalterables. Se resalta el uso universal de insecticidas de este tipo, con respecto al número real de lesiones medulares ocasionadas por ellos.

- Helecho marranero. La intoxicación por Pteridium aquilinum, Pteridium caudatum y otras especies de helechos puede causar en los rumiantes la reducción de la actividad de la médula ósea, por acción de un agente específico no identificado. La serie mieloide se encuentra comprometida con manifestaciones de trombocitopenia y granulocitopenia en la fase inicial y depresión de la serie roja solo en las fases finales. Se ha sugerido que las hemorragias gastrointestinales son el resultado de la trombocitopenia y que en esos puntos hemorrágicos la ulceración es fácil. Los síntomas clínicos aparecen solo después de ocho semanas de ingerirlo diariamente. Además, la intoxicación clásica por helechos está producida por la tiaminasa o toxopirimidina, intoxicación acumulativa que provoca un síndrome de deficiencia de tiamina.

- Síndrome de toxihemoglobina. La alteración de la hemoglobina en su función de transporte normal del oxígeno, puede ser considerada por su conversión a:
  - Carboxihemoglobina.
  - Metahemoglobina.
  - Sulfahemoglobina.
  - Cianohemoglobina.
  - Carboxihemoglobina: monóxido de carbono.

- Metahemoglobinizantes. Cabe mencionar los nitritos, los cloratos y los hidrocarburos aminados, así como la fenacetina, la acetanilida, las sulfas y el bismuto, como causantes del paso de hemoglobina ferrosa a férrica o metahemoglobina: Fe2+ → Fe3+.

- Derivados aminados y nitrogenados de benceno. Este grupo, conocido como anilinas, tiene especial importancia en esta era industrial. Se destaca la nitrobencina o esencia de nirvana o falsa esencia de almendras, la acetanilida y la fenacetina. El cuadro general puede describirse como de acción sobre el sistema nervioso central, con ligera euforia, vómito, vértigos, cefalea, convulsiones y coma, coloración le la piel de aspecto apizarrado, extremidades y uñas cianóticas, hemoglobinuria, subictericia, anemia con deformidad de la morfología de los hematíes; la deficiente oxigenación conlleva fenómenos de anoxia con palpitaciones y dolor precordial, midriasis paralítica y muerte, precedida de hipotensión, oliguria, uremia y anuria.

- Sales de bismuto. Su administración oral o rectal puede ocasionar su conversión a nitritos y estos desencadenar la conversión de hemoglobina a metahemoglobina. Algunos de los síntomas diferentes a los hemáticos son cefalea, gastroenteritis, lesión renal y hepática, con aparición de ictericia o anuria, ribete gingival (similar al del plomo) y en ocasiones dermatitis. El tratamiento consiste en la administración de BAL intramuscular en 3-5 mg/kg por dosis, cada 4 horas.

- Derivados del paraminofenol. En el metabolismo, la acetanilida y la fenacitina se convierten en acetaminofén. Esta sustancia es capaz de producir matahemoglobina, con los síntomas generales de este tipo de intoxicación.

- Cloratos. Aguas contaminadas pueden ser la causa de intoxicación por estas sustancias, con producción de metahemoglobinemia, además de los síntomas debidos a su acción corrosiva sobre mucosas, náuseas, vómito, diarrea, daño renal y hepático, cianosis, colapso, etc. El tratamiento consiste en no dar azul de metileno y someterse a diálisis o exaguinotransfusión. En la ingestión crónica existe pérdida del apetito y del peso corporal, con un progresivo daño del estado general que puede confundirse con entidades crónicas de otra etiología.

- Sulfahemoglobinizantes. Son productores de anemia y poseen una acción metahemoglobinizante.

- Cianohemoglobinizantes.

- Cianuro. Aunque realmente no es productor de la clásica metahemoglobinemia, se menciona el cianuro como una sustancia capaz de impedir la oxigenación por acción bistotóxica sobre las enzimas directamente. El cuadro se completa con otros síntomas y signos detectables en el paciente: olor a almendras, irritación de mucosas, taquicardia, convulsiones, colapso y paro respiratorio. El tratamiento es el descrito en la sección siguiente.

## Plantas cianogenéticas
Entre este tipo de plantas se encuentran las siguientes: laurel, cerezo, semilla de lino, porotos de Java o Birmania, ceiba de agua (conocida como “almendro”). El ácido cianhídrico no se encuentra en los vegetales como tal, sino en combinaciones formando heterósidos (glicósidos), muy específicos para cada vegetal, generalmente acompañadas del fermento capaz de liberar el ácido cianhídrico (hidrolizar el glicósido).
Frutos y plantas que contienen glicósidos cianogenéticos:
- Género Prunus: contiene prunasa (el fermento) y prunicina (el glicósido).
  - Prunus armeniaca (albaricoque): en la almendra de la semilla.
  - Prunus persica (durazno): en la almendra de la semilla.
  - Prunus domestica (ciruelo europeo): en la almendra de la semilla.
  - Prunus amigdalus (almendrero): en la almendra de la semilla.

- Género Linum: contiene linasa (fermento) y linamarina (glicósido).
  - Linum ulitarissimun (lino): en la semilla, o en la torta, después de obtener el aceite.

- Género Hydrangea: contiene hydranginasa (fermento) e hydrangina (glicósido).
  - Hydrangea arborescens
  - Hydrangea hortensia (planta de jardín: "hortensia").

## Sustancias anticoagulantes
Su acción depende de la presión de los factores de coagulación, por lo que en realidad se clasifican como anticoagulantes indirectos. En el laboratorio se encontrará un alargamiento del tiempo de protrombina, del tiempo de coagulación o del de sangría. La clínica general es de fácil deducción y estará compuesta por hemorragias, epistaxis, gingivorragias, hemorragias gastrointestinales, hematuria, hemoptisis, hemopericardio, hemorragias del sistema nervioso central, con todo su cortejo de síntomas; las glándulas adrenales pueden sufrir hemorragias y el paciente presentar el cuadro de insuficiencia suprarrenal. Las lesiones de piel denuncian frecuentemente el cuadro: equimosis, petequias y francas lesiones hemorrágicas.
- Fósforo blanco. Aunque su acción principal es la destrucción del hígado por una hepatitis fulminante, la insuficiencia de este órgano conlleva una baja de la producción de la protrombina, con el consecuente cuadro hemorrágico. Esta misma acción hepatotóxica, con similares manifestaciones, es apreciable con otra serie de sustancias entre las cuales cabe mencionar el acetaminofén en altas dosis.

- Salicilatos. Básicamente su cuadro está caracterizado por un desequilibrio ácido-base que lleva al paciente finalmente a una acidosis metabólica y a la muerte. Las dosis altas de salicilatos disminuyen el nivel de protrombina, por su interferencia en la utilización de vitamina K, lo cual da lugar a la presencia de hemorragias de diversa localización. Además de esto se añade el efecto antiagregante plaquetario.

## Animales y plantas venenosos
Algunas especies de serpientes son productoras de venenos con acción hemorragípara, como, por ejemplo, las del género Bothrops, mientras que en otras predomina el efecto hemolítico, como es el caso de la cascabel suramericana. Las abejas y avispas producen hemólisis directa. Los tréboles, como Melilotus alba, los tréboles carretones, los tréboles forrajeros o Trifolium arvense, contienen cumarina o bien la desarrollan durante el proceso de henificación (olor a heno). Puede encontrarse en plantas verdes o secas y como tal no es tóxica; pero al henificar con entrada de aire (defecto), la mala henificación puede inducir a la oxidación de la cumarina.

## Sustancias que producen cambios en el cuadro hemático
- Plomo. Clásicamente se ha descrito la anemia producida por este elemento y su punteado basófilo. La anemia se debe a interferencia por competición del plomo con el hierro en el metabolismo medular, dando lugar a la aparición de formas jóvenes en sangre periférica, anemia hipocrómica y microcítica, punteado basófilo que en cantidades mayores del 10% tiene significado, sin que sea como se preconizaba anteriormente, patognomónico de la intoxicación plúmbica. Estos glóbulos vistos a la luz ultravioleta, tienen una fluorescencia característica (base del análisis de protoporfirina zinc-ZPP).

- Hongos. La especie Amanita phalloides en sus variedades virosa y yema, puede producir cambios hemáticos consistentes en bilirrubina conjugada entre 0,5 y 3 mg%, elevación de las transaminasas por lesión hepática, hiperglicemia, seguida de hipoglicemia y déficit de protrombina; en casos muy severos puede aparecer déficit de plaquetas y de fibrina.

- Fosforados orgánicos. La intoxicación por fosforados orgánicos puede dar en el laboratorio cambios apreciables: en los primeros momentos de instalación del cuadro tóxico se puede encontrar hiperglicemia y leucocitosis. Una vez establecido el cuadro, se suele producir un descenso de los niveles de actividad de colinesterasas eritrocíticas y plasmáticas.